# Tampines Expressway
Der Tampines Expressway (Abkürzung: TPE, chinesisch 淡滨尼高速公路, Pinyin Dànbīnní Gāosùgōnglù; malay Lebuhraya Tampines; Tamil தெம்பினீஸ் விரைவுச்சாலை) ist eine Autobahn am nordöstlichen Rand von Singapur. Sie beginnt am Pan Island Expressway (PIE) in der Nähe des Singapore Changi Airport im Osten und verläuft dann in nordwestliche Richtung zum Autobahnkreuz mit dem Central Expressway (CTE) und dem Seletar Expressway (SLE), wo sie dann endet.

## Geschichte
Die Schnellstraße wurde mit der Entwicklung von Tampines in den 1980er Jahren gebaut. Es entstand durch die Verbreiterung der Tampines Road, die als Tor von Hougang bis nach Tampines und Changi dient. Der erste Abschnitt wurde am 30. September 1987 eröffnet.
Die zweite Phase der Schnellstraße schließt die Lücke und bereitet die Entwicklung der neuen Stadt Pasir Ris vor. Es wurde am 30. Mai 1989 eröffnet.
Die dritte Phase der Schnellstraße erstreckt sich durch die Gebiete Punggol und Seletar, durch das Graben der Überführungen Punggol und Seletar, und verbindet sich über die Schnellstraße Seletar. Es wurde im August 1996 eröffnet.
1998 wurden zwei neue Viadukte und eine Schleife zwischen TPE und PIE gebaut, um die Reisezeiten zwischen Pasir Ris, Tampines und dem Flughafen Changi zu verkürzen. Der Bau der neuen Überführung an der Upper Changi Road East begann ebenfalls im Jahr 2015, die Überführung wurde jedoch am 14. Juli 2017 eingestellt.

## Stadtteile entlang der Autobahn
- Seletar
- Sengkang
- Punggol
- Lorong Halus
- Pasir Ris
- Tampines